# Cort Guitars
Cort —  корейский производитель. Офис компании находится в Южной Корее. Производство сконцентрировано в Индонезии (Сурабая) и Китае (Далянь). Компания является одним из крупнейших производителей гитар в мире. Также, фирма производит инструменты для других компаний. На сегодняшний день Cort производит более полутора миллионов инструментов в год.

## История
Компания Cort была создана в результате деятельности Джека Вестхаймера (Jack Westheimer), с которым также ассоциируются марки Teisco, Cortez, Pearl, Silvertone, Kingston Guitars и другие. Вестхаймер в 1960-х годах стал одним из первых промоутеров японских и южнокорейских гитар в США, наладив деловые отношения с контрактными производителями. Название Cort образовалось от Cortez — бренда акустических гитар, производвшихся в Японии по контракту для Вестхаймера; название Cort by Westheimer использовалось вплоть до 1990-х.

Головка грифа бас-гитары Cort Action Bass 4, на которой изображён логотип компании Cort

В 1973-м году Джек Вестхаймер вместе с партнёром по бизнесу Юнгом Парком (Yung H. Park) основал южнокорейскую компанию Yoo-Ah (англ. «you-and-I» — «ты-и-я»). Для производства гитар Cort в Южной Корее была построена фабрика, расположенная в городе Инчхон. Со временем, Юнг Парк выкупил долю Вестхаймера в бизнесе и до сих пор остаётся главным собственником и администратором Cort.
Корейская фабрика была закрыта в 2008 году. Фабрика в городе Сурабая, Индонезия, стала основным производством Cort. Там находится одно из крупнейших гитарных производств в мире. Кроме того, есть завод в Китае (Далянь), собирающий комплектующие.

### Контрактное производство
Главное производство Cort сфокусировано на работе по контрактам для знаменитых брендов Ibanez, PRS (линейка SE), Squier, Schecter, G&L (линейка Tribute и других. Многие крупные компании используют для выпуска недорогих гитар под своим именем.)
Вплоть до 2006 года, Cort выпускал линейку высококачественных гитар под названием Cort Parkwood. В 2006 году Cort вывел Parkwood в собственный бренд.
Маленькие компании, известные чрезвычайно высоким качеством гитар (и высокими ценами), также начали использовать Cort для выпуска бюджетных серий. Avalon, основанная в Северной Ирландии, продала 8000 гитар и более чем удвоила свой доход в предыдущем году после заключения контракта с Cort.

## Модели
У Cort нет модели, определяющей этот бренд, подобно Fender Stratocaster или Gibson Les Paul. Вместо этого, Cort производит очень большую линию гитар, чтобы удовлетворить запросы разных гитаристов в самых разных жанрах. Cort выпускает много разнообразных акустических гитар, электрогитар и бас-гитар в концепции создания хорошего инструмента по конкурентоспособной цене.

### Электрогитары

#### Серия Classic Rock
Cort Classic Rock Series или CR Series создана по мотивам Gibson Les Paul — электрогитара, признанная одним из символов рок-музыки во всём мире. Является новой линейкой электрогитар Cort 2011 года.
Бюджетная модель CR100 отличается от остальных инструментов данной серии привинченным к деке кленовым грифом (на остальных моделях гриф из красного дерева с палисандровой накладкой и вклеен в корпус).
С 2011 года, уже ставшие популярными и получившие массу положительных отзывов от покупателей модели TS100, TS200, TS250 от компании CORT, теперь будут носить имя CR100, CR200, CR250. Спецификации их остаются без изменений за исключением обновлённого дизайна головки грифа с верхним порожком GraphTech Nubone для всех моделей CR и звукоснимателей ClassicRocker-II для моделей CR200, CR250. Дополняет модельный ряд CR в 2011 году новая модель — CR280.
Спецификации и модели:
CR-50
- Конструкция: гриф на болтах
- Корпус: тополь.
- Гриф: канадский клен.
- Мензура 24,75",
- 22 лада,
- Бридж Tune-o-Matic, струнодержатель Stop Bar,
- Звукосниматели Powersound PSLP-1F & PSLP-1R (H-H),
- Управление: 1 громкости, 1 тона, 3-х позиционный переключатель.
- Цвет: Black (BK)
- Струны: D’Addario EXL110(046—010)

CR-100
- Конструкция: гриф на болтах
- Корпус: красное дерево,
- Гриф: клён с палисандровой накладкой,
- Мензура 24,75",
- 22 лада,
- Бридж Tune-o-Matic, струнодержатель Stop Bar,
- Звукосниматели Powersound PSLP-1F & PSLP-1R (H-H),
- Управление: 2 громкости, 2 тембра, 3-позиционный переключатель,
- Цвета: Cherry Red Sunburst (CRS); Black (BK)
- Струны D’addario EXL110(046—010)

CR-200
- Конструкция: вклеенный гриф,
- Корпус: красное дерево,
- Гриф: красное дерево с палисандровой накладкой,
- Мензура 24,75",
- 22 лада,
- Перламутровые блоки — маркеры ладов,
- Бридж Tune-o-Matic, струнодержатель Stop Bar,
- Звукосниматели ClassicRocker-II CR2NS-F & CR2NS-R (H-H),
- Управление: 2 громкости, 2 тембра, 3-позиционный переключатель,
- Цвет: Black (BK)
- Струны D’addario EXL110(046—010)

CR-250
- Конструкция: вклеенный гриф,
- Корпус: красное дерево с кленовым топом,
- Гриф: красное дерево с палисандровой накладкой,
- Мензура 24,75",
- 22 лада,
- Перламутровые блоки — маркеры ладов,
- Бридж Tune-o-Matic, струнодержатель Stop Bar,
- Звукосниматели ClassicRocker-II CR2NS-F & CR2NS-R (H-H),
- Управление: 2 громкости, 2 тембра, 3-позиционный переключатель,
- Цвет: Trans Black (TBK)
- Струны D’addario EXL110(046—010)

CR-280
- Конструкция: Вклеенный гриф
- Корпус: Красное дерево с цельным кленовым топом и шпоном из волнистого клёна
- Гриф: Красное дерево, классический «C» профиль
- Накладка грифа: Палисандр, радиус 305мм
- Окантовка: белая по корпусу и грифу
- Лады: 22 / Large (2.7мм)
- Мензура: 24 3/4" (629мм)
- Инкрустация: Прямоугольные маркеры ладов из белого перламутра
- Бридж: TonePros Lic. Locking C-TPFP bridge & CT1 tailpiece
- Колки: Vintage
- Верхний порожек: GraphTech Nubone
- Звукосниматели: ClassicRocker-II CR2NS-F & CR2NS-R (H-H)
- Управление: 2 громкости, 2 тона, 3-позиционный переключатель
- Струны: D’addario EXL110(046—010)
- Механика: Никелированная
- Ручная доводка ладов, отстройка грифа и механики в отделении Cort Custom Shop

#### Серия G
Серия G создана по мотивам Fender Stratocaster — характерная «стратовская» форма корпуса, винтажное тремоло, привинченный кленовый гриф, дека из липы или болотного ясеня, мензура 25,5". Модель G200 даже имеет стандартную для Stratocaster конфигурацию звукоснимателей — S-S-S (три сингла), в то время, как остальные модели серии имеют конфигурацию H-S-S (в бриджевой позиции размещён хамбакер), что более характерно для Fender Fat Strat.
Деки младших моделей серии (G200, G210, G250, G254) производятся из американской липы, в то время, как старшие модели (G260, G280, G290) производятся из болотного ясеня (swamp ash).
Модели G250, G254, G260, G280 комплектуются тремоло Wilkinson VS50 II.
Все модели серии имеют 5-позиционный переключатель звукоснимателей (типа blade, характерный для Stratocaster), один регулятор тона, один регулятор громкости. Модели, начиная с G250 и выше оснащены отсечкой звукоснимателей (coil tap), позволяющей при помощи пуш-пулла на регуляторе тона переключать бриджевый хамбакер в режим сингла.
- G110
- G200
- G210
- G250
- G254
- G260
- G280
- G290
- G300 Pro — флагманская модель 2021 года[4]; некоторые особенности:
  - корпус из американской липы, верхняя дека толщиной 6 мм из клёна;
  - накладка и гриф из «печёного» клёна на болтах;
  - верхний порожек из полимера TUSQ фирмы Graph Tech;
  - 24 лада из нержавеющей стали;
  - два хамбакера Seymour Duncan;
  - 5-позиционный переключатель, обеспечивающий работу хамбакеров в том числе в режиме синглов;
  - люминесцентные точки на верхней части грифа;
  - локовые колки;

#### Серия M («Mirage»)
Серия M создана по мотивам инструментов PRS (Paul Reed Smith). Гитары этой серии обладают характерной для PRS округлой формой корпуса с двумя вырезами у грифа, двумя хамбакерами, декой и грифом из махагони, гриф всех моделей кроме M200 вклеен. Мензура всех гитар серии М составляет 24,75".
Бюджетная модель M200 отличается от остальных инструментов данной серии привинченным к деке кленовым грифом (на остальных моделях гриф из махагони и вклеен в корпус), а также отсутствием отсечки (на всех остальных моделях на регуляторе тона установлен пуш-пулл, который позволяет управлять отсечкой хамбакеров).
Модель M900 является полуакустической гитарой.
В официальных спецификациях указано, что модели M600, M600 T и M900 обладают топом из огненного или свилеватого клёна, но по некоторым данным видимость кленового топа создаёт фотофлейм, покрывающий корпус.
- M200 (привинченный кленовый гриф)
- M520
- M600
- M600 T (вариация M600 с винтажным тремоло вместо лицензионного T-O-M TonePros)
- M900 (полуакустическая)

Есть ещё гитара модель M ltd-sb — лимитированная версия 2008 года с качественной (USA) электроникой.

#### Серия KX («Katana»)
- KX5
- KX5 FR
- KX1Q
- KX100
- KX101
- KX-Custom

#### Серия Zenox
- Z22
- Z40
- Z42
- Z44
- Z64
- Z-Custom
- Z-Custom 1
- Z-Custom 2

#### Серия X
Серия X — это гитары выполнение в стиле «хеви-метал». Чаще всего гитары серии X имеют звукосниматели типа H-H (два хамбакера), но в отдельных моделях типа Cort X-6 стоят звукосниматели H-S-H.
- X-1
- X-2
- X-3
- X-4
- X-5
- X-6
- X-6 SM
- X-11
- X-Custom HT
- X-TH

#### Серия EVL
- EVL-Z2
- EVL-K2
- EVL-Z4
- EVL-Z47
- EVL-K4
- EVL-K47
- EVL-K5
- EVL-K6
- EVL-Z6
- EVL-X4
- EVL-X6
- EVL-X7

#### Серия VX
- VX-2V
- VX-4V
- VX-2X
- VX-4X

#### Серия Jazz box
- Source
- Yorktown

#### Серия Signature (подписные инструменты)
- HBS-II
- NZS-2
- MBC-1

#### Серия Special edition
- X-2 SA
- X-6 SA
- X-Custom SA
- G250 FT
- EVL-Z2 (WH)
- EVL-K6 (WP)

#### Другие серии
EVL series, G series, KX series, M series, X series, Zenox series, Jazz box series, Masterpiece series, Signature series.
В дополнение к моделям, производящимся в настоящее время, CORT выпускал серии S, Viva и много других.

### Акустические гитары
Limited Edition series, Earth series, SFX series, NTL series, CJ series, MR series, Classical series, Standard series.

### Басы
Masterpiece series, Signature series, GB series, Artisan series, Curbow series, PB1L series, Action series, EVL series, Gene Simmons Series, T Series, Arona series.